# Partido Nacional de la Libertad
El Partido Nacional de la Libertad o NFP (en inglés: National Freedom Party) es un partido político sudafricano. Fue fundado el 25 de enero de 2011 por Zanele kaMagwaza-Msibi como una escisión del Partido de la Libertad Inkatha.
En las elecciones municipales de 2011, el NFP recibió el 2,4% de los votos emitidos en todo el país, y el 10,4% de los votos emitidos en la provincia de KwaZulu-Natal. Obtuvo la mayoría de los escaños en el municipio local de eDumbe y una pluralidad en el municipio local de Nongoma. Después de las elecciones generales de 2014, en las que quedó en quinto lugar, Veronica Zanele Msibi, miembro del partido, fue nombrada para el cargo de Viceministra de Ciencia y Tecnología. En 2016, fue descalificado y no pudo participar en las elecciones municipales, ya que no había pagado la tarifa de la elección a la Comisión Electoral Independiente.